# Quinone
Les quinones constituent une série de diènes plutôt que des composés aromatiques comportant un noyau de benzène sur lequel deux atomes d'hydrogène sont remplacés par deux atomes d'oxygène formant deux liaisons carbonyles (dicétones éthylèniques conjuguées cycliques).
Les quinones sont des transporteurs d'électrons dans la membrane mitochondriale interne et dans la membrane des thylakoïdes.
Les principales quinones sont :
- la benzoquinone ou quinone (C6H4O2), découverte en 1838 par Wosrerenski, chimiste polonais, dont on utilise les propriétés rédox dans la technique de développement photographique. C'est l'un des deux isomères de la cyclohexadienedione. L'orthobenzoquinone est la 1,2-dione, alors que la parabenzoquinone, est la 1,4-dione.

1,2-Benzoquinone
1,4-Benzoquinone

- la naphtoquinone (C10H6O2).

la naphtoquinone

- l'anthraquinone (C14H8O2).

l'anthraquinone